# Valdivia (província)
Valdivia é uma das províncias do Chile, localiza-se na parte norte da XIV Região de Los Rios. 
Tem uma superfície de 10.197,2 km²  e possui uma população de 259.243 habitantes. Sua capital provincial é a cidade de Valdivia.
Limita-se ao norte com a província de Cautín, na IX Região; ao sul com a província de Ranco; a leste com a Argentina e a oeste com o Oceano Pacífico

## Comunas pertencentes a província de Valdivia
A província de Valdivia está constituida por 8 comunas:  
- Corral;
- Lanco;
- Los Lagos;
- Mariquina
- Máfil;
- Paillaco;
- Panguipulli;
- Valdivia.